# Casa Crespi (corso Venezia)
Palazzo Crespi è un edificio storico di Milano situato in corso Venezia n. 20

## Storia e descrizione
L'edificio risale al XVII secolo, tuttavia subì degli importanti restauri nel corso degli anni '20 del XX secolo per opera di Piero Portaluppi. Il palazzo presenta i due portali d'ingresso in due corpi laterali con soli due piani: i portali sono racchiusi da lesene da cui partono le mensole che reggono un timpano spezzato, in mezzo al quale figura un'imponente serraglia, sormontato dai balconi. Al piano nobile le finestre sono decorate con modanature rette da architravi.